# Cornwall (Schiff, 1928)
HMS Cornwall war ein Schwerer Kreuzer der County-Klasse (Kent-Gruppe) in der Royal Navy. Gebaut wurde sie von 1924 bis 1928 im Devonport Dockyard in Plymouth, Großbritannien. Am 5. April 1942 wurde sie während der japanischen Attacke im Indischen Ozean 320 km südwestlich von Ceylon mit ihrem Schwesterschiff Dorsetshire bei einem Angriff durch japanische Sturzkampfflugzeuge versenkt, nachdem Aufklärungsflugzeuge des Kreuzers Tone sie entdeckt hatten.

## Geschichte

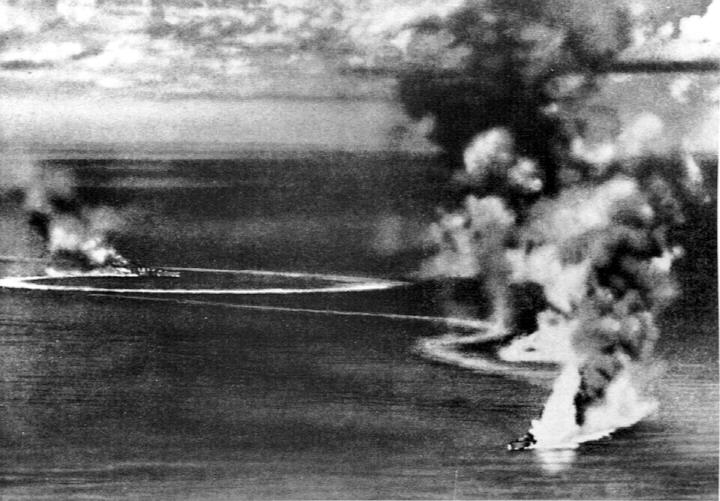
Dorsetshire und Cornwall während der schweren Attacke der Sturzkampfflugzeuge am 5. April 1942 (fotografiert von Bord einer japanischen Maschine)

Nach ihrer Fertigstellung im Jahr 1928 wurde die Cornwall Bestandteil der Flotte der China Station.
Vor Beginn des Zweiten Weltkriegs wurde sie 1938 nach Großbritannien beordert, ihre Bewaffnung modernisiert und nach Abschluss dieser Arbeiten 1939 in die China Station zurückverlegt. Im September 1939, nach dem Beginn des Zweiten Weltkriegs, wurde der Kreuzer in den Indischen Ozean verlegt und Teil der neu geschaffenen Force I, die zum Schutz der Handelsrouten auf Ceylon stationiert war. Ab dem 5. Oktober war sie an der Suche nach dem deutschen „Westentaschenschlachtschiff“ Admiral Graf Spee beteiligt. In der Force I bildete die Cornwall mit Kreuzern Dorsetshire und Gloucester einen Kampfverband.
Am 8. Mai 1941 versenkte die Cornwall den deutschen Hilfskreuzer Pinguin mit einer 20,3-cm-Salve, wobei sie die an Bord befindlichen 130 Minen zur Detonation brachte. Als die Pinguin sank, rettete die Cornwall 60 Mitglieder der Mannschaft und 22 alliierte Gefangene. Die Cornwall wurde bei dem Angriff achtern getroffen und musste in das Trockendock des Hafens von Durban zur Reparatur, das sie am 10. Juni 1941 verlassen konnte. Am 25. November 1941 brachte die Cornwall das französische Handelsschiff Surcouf an der Ostküste von Somalia auf, das mit Lebensmitteln für Dschibuti beladen war und unter der Flagge der Vichy-Regimes segelte, und brachte es nach Aden.
Anfang April 1942 eskortierte die Cornwall und die Dorsetshire den Flugzeugträger Hermes zur Reparatur nach Trincomalee auf Ceylon.
Am 4. April wurde die japanische Trägerflotte entdeckt, und die zwei Kreuzer verließen den Hafen in Colombo. Auf See wurden sie eilig mit Treibstoff beladen und kamen am britischen Stützpunkt Addu-Atoll kurz nach Mitternacht an. Am 5. April 1942 wurden die zwei Kreuzer gegen Mittag durch ein Aufklärungsflugzeug des japanischen Kreuzers Tone 370 km südwestlich von Ceylon entdeckt. 53 Sturzkampfflugzeuge vom Typ Aichi D3A der japanischen Flugzeugträger Hiryū, Akagi und Sōryū griffen die beiden britischen Schiffe an. Der Angriff mit 250-kg-Bomben begann um 13.30 Uhr. Innerhalb von acht Minuten wurde die Dorsetshire zehnmal schwer getroffen und sank. Durch schwere Treffer der Maschinen und Druckkessel fielen die Pumpen und Geschütze der Cornwall innerhalb kurzer Zeit aus, und sie sank nach zwölf Minuten und neun Bombentreffern.
Von den insgesamt 1.546 Mann Besatzung der beiden Schiffe konnten am nächsten Tag durch den britischen Kreuzer Enterprise und die Zerstörer Paladin und Panther 1.122 Menschen gerettet und auf die Malediven gebracht werden.

## Militärische Lage

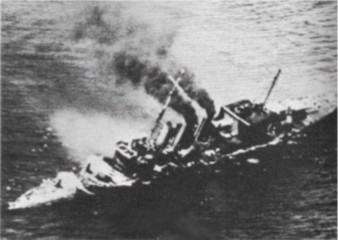
Es war „the most dangerous moment“ für Churchill, als die Cornwall angegriffen und durch japanische Sturzbomber im Indischen Ozean am 5. April 1942 versenkt wurde

Wegen der damaligen prekären militärischen Lage der Alliierten im Pazifikkrieg nannte Winston Churchill die Versenkung der Cornwall den „gefährlichsten Moment“ des Zweiten Weltkriegs, denn damit war die Vorherrschaft der Alliierten im Pazifik endgültig beendet. Nicht nur, dass es den Japanern jetzt gelungen war, Schwere Kreuzer erfolgreich durch Flugzeuge zu versenken, sondern sie hatten bereits am 10. Dezember 1941 das britische Schlachtschiff Prince of Wales und den Schlachtkreuzer Repulse bombardiert und versenkt. Am 7. Dezember 1941 gelang es der Kidō Butai im Angriff auf Pearl Harbor, die Schlachtschiffe der US-Pazifikflotte zu versenken, und sie konnte mit dem erfolgreichen Luftangriff auf Darwin am 19. Februar die militärischen Gewichte im Pazifik weiter verschieben. Die britischen Landstreitkräfte waren bereits in der Schlacht um Singapur vom 31. Januar bis zum 15. Februar 1942 vernichtend geschlagen worden, am 3. März 1942 wurde Christmas Island erobert, und am 5. April 1942 bombardierte die japanische Luftwaffe Colombo auf Ceylon.
Erst mit der Schlacht um Midway vom 4. bis 7. Juni 1942 zwischen den Großschiffen der Kaiserlich Japanischen Marine und der United States Navy, mit der Versenkung von vier japanischen Flugzeugträgern, gelang die militärische Wende zugunsten der Alliierten im pazifischen Raum.